# Verdrehen

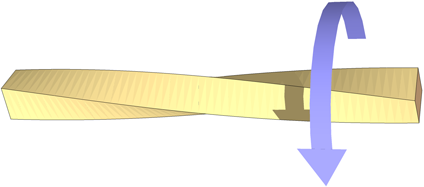
Verdrehen eines Vierkantes

Das Verdrehen ist ein Fertigungsverfahren und wird gemeinsam mit dem Verschieben dem Schubumformen zugeordnet, das zur Hauptgruppe des Umformens zählt. Beim Verdrehen wird ein Torsionsmoment in das Werkstück eingeleitet, sodass es zu einer Torsion kommt. Beim Verdrehen muss das Torsionsmoment so groß sein, dass die Fließspannung überschritten wird und es wie bei allen Umformverfahren zu einer plastischen (dauerhaften) Formänderung kommt. Benachbarte Querschnitte des Werkstückes werden dabei um eine gemeinsame Drehachse gegeneinander verdreht.
Man unterscheidet:
- das Verwinden von Werkstücken mit rundem Querschnitt; es wird genutzt zur Herstellung von Steinbohrern, für Kurbelwellen mit mehreren Hüben (Verdrehen der Kurbelwangen), beim Torsions-Rekristallisationsverfahren, für Bewehrungsstahl, der durch die Verwindung wegen der Kaltverfestigung an Festigkeit gewinnt, und beim Torsionsversuch.
- das Schränken von Werkstücken mit nicht-rundem Querschnitt; es wird genutzt zur Schränkung der Sägezähne an Sägen, bei Propellern und Schiffsschrauben sowie bei Schlangenbohrern (werden aus Bandmaterial gefertigt)